# Озерна (Білоцерківський район)
Озе́рна — село в Україні, у Маловільшанській сільській громаді Білоцерківського району Київської області. До 2020 року адміністративний центр Озернянської сільської ради, якій підпорядковувалися села Коржівка та Межове. Населення становить 2970 осіб.

## Населення
У 1971 році у селі мешкало 4043 особи. За даними всеукраїнського перепису населення 2001 року, населення становило 2975 осіб, у 2023 році — 2970 осіб.
Мова
Розподіл населення за рідною мовою за даними перепису 2001 року був наступним:
| українська | 2936 | 98,69 |
| російська  | 37   | 1,24  |
| білоруська | 2    | 0,07  |

## Історія
Вперше Озерна згадується у 1656 році, коли поблизу села відбулася зустріч Богдана Хмельницького з кримським ханом, який ішов на допомогу розбитим польським військам.
Під час другого поділу Речі Посполитої до Київського намісництва були приєднані прикордонні землі Київського воєводства Речі Посполитої. На цих землях, у «частині, на повіти не розділеній», також у середній частині колишнього Київського воєводства був утворений Білоцерківський округ до складу якого входило й село Озерна. Округ складався із «секвестрованих» польських маєтків, якими керували управителі та наглядачі. Указом від 29 жовтня 1796 року Білоцерківський округ був скасований, а 12 грудня того ж року Київське намісництво було ліквідоване. Наступного 1797 року відновлено Київську губернію, а на території колишнього Білоцерківський округу утворений Васильківський та Сквирський повіти. Село Озерна увійшло до складу Васильківського повіту, Київської губернії. У селі діяла церква Різдва Пресвятої Богородиці. У XIX столітті село належало до Єзерянської волості Васильківського повіту Київської губернії.
У селі Озерна, тоді Васильківського повіту, мешкав Болеслав Новінський (пол. Bolesław Nowiński) — польський шляхтич родом з Таращанського повіту, син Тимоша Новінського, учасник Січневого повстання 1863 року. За участь у повстанні, вироком 1866 року, він був засуджений до каторжних робіт у Сибіру. Покарання відбував в Іркутській губернії, а з 1871 року перебував на поселенні у Тамбовській губернії.
Значний розвиток село зазнало в 1847 році, коли Браницькі побудували цукрорафінадний завод. На заводі працювали місцеві жителі, а керував заводом С.М. Мочинський. Через наднормову роботу працівники протестували. 27 листопада 1905 року завод припинив роботу і  480 робітників зібралися на мітинг з вимогами встановити три зміни замість двох, 8-годинний робочий день. Адміністрація пішла на поступки і завод продовжив працювати. 

## Постаті
- Гарнага Богдан Павлович (* 1991) — підполковник Збройних сил України. Учасник російсько-української війни.